# معاهده
معاهده، عهدنامه، پیمان یا کنوانسیون، یک توافقنامه بین‌المللی است که میان کشورها یا سازمان‌های بین‌المللی منعقدشده و مشمول حقوق بین‌الملل می‌باشد. معاهده واژه‌ای عام است و کنوانسیون، موافقت‌نامه بین‌المللی، توافق‌نامه، پروتکل، پیمان، میثاق و… را در بر می‌گیرد. نامی که برای یک موافقتنامه انتخاب می‌شود فی‌نفسه اهمیت ندارد و فاقد اثر حقوقی است.
هرچند کنوانسیون ۱۹۶۹ وین در مورد حقوق معاهدات معاهده را یک توافقنامه مکتوب تعریف کرده، اما گاه بیانیه‌های شفاهی نیز الزام‌آور تلقی شده‌اند.
معاهده در عرصهٔ حقوق داخلی کشورها با قوانین مصوب مجلس قانون‌گذاری قابل مقایسه است. اما تفاوت مهم این دو آن است که مفاد معاهده نسبت به دولت‌هایی که با آن موافقت کرده‌اند قابل اجراست و معمولاً کاربرد عمومی ندارد. در واقع در حقوق داخلی افراد حق انتخاب و گریز از قانون را ندارند اما اعضای جامعه بین‌المللی از این حق برخوردارند.

## تعهدهای پیوستی و اصلاحی بر معاهده

### حق شرط
حق شرط اعلامیه یک‌جانبه‌ای‌ست که یک دولت به هنگام امضاء، تصویب، پذیرش، تأیید یا الحاق به یک معاهده صادر کرده و طی آن اعلام می‌کند که اثر حقوقی برخی از مقررات آن معاهده را نسبت به خود نمی‌پذیرد یا آن اثر را تغییر می‌دهد. حق شرط تنها نسبت به معاهدات چندجانبه اعمال می‌شود و در معاهدات دوجانبه قابل اجرا نیست.
درگذشته باور بر این بود که حق شرط تنها با موافقت تمام طرف‌های معاهده قابل پذیرش است. با این حال با افزایش تعداد دولت‌ها، پیچیده‌تر شدن موضوع معاهدات و تشویق شمار بیشتر کشورها به پیوستن به معاهده، شیوه انعطاف‌پذیرتری نسبت به حق شرط اتخاذ شده‌است. از جمله دیوان بین‌المللی دادگستری در سال ۱۹۵۱ در نظریه مشورتی خود در قضیه شرط‌های اعمال شده بر کنوانسیون منع نسل‌کشی اعلام کرد که وقتی دولتی شرطی را مطرح می‌کند که تنها یک یا چند عضو کنوانسیون با آن مخالفند، دولت مزبور می‌تواند طرف معاهده شمرده شود، مشروط بر اینکه این شرط با موضوع و هدف معاهده سازگار باشد.
کنوانسیون وین در مورد حقوق معاهدات نیز حق شرط را جز در مواردی که معاهده اعمال شرط را ممنوع کرده باشد یا صرفاً شروط خاصی را قابل اعمال دانسته باشد یا شرط با موضوع و هدف معاهده سازگار نباشد، جایز شمرده‌است.

### پروتکل (تشریفات)
در حقوق بین‌الملل و در روابط بین‌الملل پروتکل عموماً، خود یک معاهده یا توافقنامهٔ بین‌المللی است که به آن معاهده یا توافقنامه پیوست می‌گردد. پروتکل می‌تواند معاهدهٔ قبلی را اجرا، اصلاح، تکمیل و تفسیر نماید و قیود اضافهٔ دیگری را بر آن معاهده بیفزاید. در حالتی‌که پروتکل یک توافق الحاقی یا متمم معاهده باشد و توسط همان طرفینی که معاهده را تدوین کرده‌اند، نوشته شده باشد، پروتکل باید توسط طرفین اجرا شود اما در حالتی که پروتکل اختیاری است، طرفین ملزم نستند آن را امضا و تصویب کنند چراکه معمولاً حقوق و تعهداتی اضافی نسبت به معاهده یا توافقنامهٔ اولیه بر آن‌ها بار می‌شود.

یک مثال بارز در این خصوص، پروتکل کیوتو ۱۹۷۷ است که به دنبال کنوانسیون ملل متحد در خصوص تغییرات جوی مصوب ۱۹۹۲ به تصویب رسید.

## لازم‌الاجرا شدن معاهده
شکل و تاریخ اجرای معاهده در خود معاهده یا با توافق طرفین شرکت‌کننده در مذاکره تعیین می‌شود. در معاهدات چندجانبه معمولاً معاهده پس از تصویب یا پیوستن تعداد معینی از دولت‌ها به آن به اجرا در می‌آید. برای مثال کنوانسیون ۱۹۸۲ حقوق دریاها یک سال پس از تودیع شصتمین سند تصویب و کنوانسیون حقوق کودک ۳۰ روز پس از تودیع بیستمین سند تصویب یا الحاق اجرایی شدند.

## اصطلاح‌های کلیدی در «مجموعهٔ معاهده‌های سازمان ملل متحد»
اصطلاح‌های کلیدی در «مجموعهٔ معاهده‌های سازمان ملل متحد» برای اشاره به ابزارهای بین‌المللی در حقوق بین‌الملل از این قرارند:
- توافق‌نامه‌ها یا موافقت‌نامه‌ها (به انگلیسی:Agreements)
- منشورها (به انگلیسی:Charters)
- مقاوله‌نامه‌ها یا کنوانسیون‌ها (به انگلیسی:Conventions)
- بیانیه‌ها (به انگلیسی:Declarations)
- مبادله‌های یادداشت (به انگلیسی:Exchange of Notes)
- یادداشت‌های تفاهم (به انگلیسی:Memoranda of Understanding)
- قرار موقت (به انگلیسی:Modus Vivendi)
- تشریفات‌ها یا پروتکل‌ها (به انگلیسی:Protocols)
- امضاکنندگان و طرف‌ها (به انگلیسی:Signatories and Parties)
- معاهده‌ها یا عهدنامه‌ها یا پیمان‌ها (به انگلیسی:Treaties)